# Sosa La M
Sosa La M (* 2002 in Berlin) ist ein deutscher Rapper aus Berlin.

## Leben
Sosa La M (das M steht für frz. „la menace“, dt. „die Bedrohung“) stammt aus Berlin und lebte eine Zeit lang in Frankreich. Er lud seine ersten Songs 2022 hoch und wurde 2023 vor allem über TikTok bekannt. Der Rapper tritt meistens maskiert auf, entweder mit Sturmhaube oder umgebundenen Bandana. In seinen Musikvideos ist meist eine größere Menge an Menschen zu sehen, die sogenannte V2B-Gang. Mit seinem Songs Superstar wurde der Rapper bei RCA Records/Sony Music Germany unter Vertrag genommen.
Sein erster Charteinstieg in den deutschen Singlecharts erreichte er mit seinem Solotrack Enchanté auf Platz 14 der Charts. Es folgte DNA auf Platz 83. Ende 2024 folgte Butcher mit Luciano, der ebenfalls Platz 14 erreichte. Er trat 2024 auf dem Hype Festival im Jugendpark Köln sowie auf dem Heroes Festival in Geiselwind auf.

## Musikstil
Sosa La M wechselt während seines Raps zwischen deutsch und französisch. Seine Musik lässt sich dem Straßenrap zuordnen. Dabei vermischt er Trap, Drill, Afrobeats sowie französische und US-amerikanische Einflüsse.

## Diskografie
Singles
- 2022: Matan Crazy #1(Stupido) (mit Alimzo)
- 2022: Matan Crazy #2(Pshht) (mit Alimzo)
- 2023: Matan Crazy #3(Wakanda) (mit Alimzo)
- 2023: Menace II Society (Steet Sesh) (mit Stu Sesh, Kaydo & Calum the Engineer)
- 2023: Paket (mit J’35)
- 2023: Superstar
- 2023: Enchanté
- 2023: Bandobaby
- 2024: Big Shaq
- 2024: Pâtissier
- 2024: DNA
- 2024: V2Bars (64 Bars) (mit Jumpa)
- 2024: Butcher (mit Luciano)
- 2025: SLD
- 2025: Northside
- 2025: Baddies/Bares
- 2025: Kichta walk

Alben & EPs
- 2025: 1789